# Hluboká nad Vltavou
Hluboká nad Vltavou (niem. Frauenberg) – miasto w Czechach, w kraju południowoczeskim. Według danych z 31 grudnia 2007 powierzchnia miasta wynosiła 9 112 ha, a liczba jego mieszkańców 4 921 osób.
W mieście, na wysokim brzegu Wełtawy, znajduje się pochodzący jeszcze ze średniowiecza, później wielokrotnie przebudowywany, zamek Hluboká nad Vltavou.

## Demografia
| Rok             | 1970  | 1980  | 1991  | 2001  | 2003  |
| --------------- | ----- | ----- | ----- | ----- | ----- |
| Liczba ludności | 4 236 | 4 373 | 4 277 | 4 538 | 4 682 |

Źródło: Czeski Urząd Statystyczny